# Anteos maerula
Anteos maerula  (лат.) — вид чешуекрылых насекомых из семейства белянок. Распространён от Перу до Мексики, редок в восточной Небраске, юго-восточной Аризоне, на юго-западе Нью-Мексико, южном Техасе, Миссисипи и Флориде. Насекомые обитают на субтропических открытых солнечных пространствах. Размах крыльев 82—117 мм. 
Летают высоко и быстро. Самки откладывают по нескольку яиц на одно растение Cassia emarginata. Гусеницы питаются листьями растений этого вида. Бабочки питаются нектаром красных и пурпурных цветков таких растений как, гибискус и бугенвиллея.